# Hygrolycosa
Hygrolycosa – rodzaj pająków z rodziny pogońcowatych i podrodziny Sosippinae. Obejmuje 5 opisanych gatunków. Występują w palearktycznej Eurazji.

## Morfologia i występowanie
Karapaks ma długą i wąską część głowową oraz stromo opadające boki. Ośmioro oczu rozmieszczonych jest w trzech szeregach poprzecznych. Oczy w szeregu przednim są niewielkich rozmiarów. Oczy pary przednio-środkowej są mniejsze niż pary przednio-bocznej położone nieco wyżej od nich. Nadustek jest czterokrotnie wyższy niż średnica oka pary przednio-środkowej. Kolczaste odnóża mają stopy zakończone trzema pazurkami. Kolejność par odnóży od najdłuższej do najkrótszej to: IV, I, II, III. Liczba kolców wentrolateralnych na goleniach pierwszej i drugiej pary odnóży wynosi cztery pary. Długość ciała u gatunków europejskich wynosi od 4,5 do 7 mm.
Rodzaj ten rozprzestrzeniony jest w palearktycznej Eurazji. W większości Europy, w tym także w Polsce występuje tylko krzecznik, który sięga na wschód również Syberii. H. strandi jest endemitem Grecji, H. umidicola zamieszkuje Półwysep Koreański i Wyspy Japońskie, a pozostałe gatunki są endemitami Chin. 

## Taksonomia
Takson ten wprowadzony został w 1908 roku przez Friedricha Dahla. Gatunkiem typowym wyznaczono Trochosa rubrofasciata, opisanego w 1865 roku przez Gustava H.E. Ohlerta. W 1948 roku Ludovico di Caporiacco wprowadził w wyniku literówki nazwę Hydrolycosa, która zsynonimizowana została z Hygrolycosa w 1983 roku przez Paola M. Brignoliego.
Do rodzaju tego zalicza się 5 opisanych gatunków:
- Hygrolycosa alpigena Yu & Song, 1988
- Hygrolycosa rubrofasciata (Ohlert, 1865) – krzecznik
- Hygrolycosa strandi Caporiacco, 1948
- Hygrolycosa tokunagai Saito, 1936
- Hygrolycosa umidicola Tanaka, 1978

W 1993 roku Aleksiej Ziuzin umieścił ten rodzaj wraz z Pirata, Piratula i Aulonia w nowej podrodzinie Piratinae. W 1996 roku He Jiman i Song D. wyróżnili dla niego osobną podrodzinę Hygrolycosinae. W 2019 roku Luis N. Piacentini i Martín J. Ramírez opublikowali wyniki molekularnej analizy filogenetycznej pogońcowatych, na podstawie których Piratinae zsynonimizowane zostały z Zoicinae, a Hygrolycosinae z Sosippinae. Hygrolycosa zajęła w tej ostatniej podrodzinie pozycję siostrzaną dla rodzaju Melocosa.